# Mariene provincie Lusitania
De Mariene provincie Lusitania (3) (Engels: Lusitanian marine province) is een biogeografische provincie en ligt in het oosten van de Atlantische Oceaan in het Marien rijk Gematigde Noordelijke Atlantische Oceaan. De mariene provincie is vastgesteld door het World Wide Fund for Nature en The Nature Conservancy en is vernoemd naar Hispania Lusitania.
In het noorden grenst het gebied aan de mariene provincie Noordelijke Europese Zeeën (2), in het oosten aan de mariene provincie Middellandse Zee (4) en in het zuiden aan de mariene provincie West-Afrikaanse Transitie (16).

## Geografie
De mariene provincie ligt voor de zuidwestkust van Frankrijk vanaf Bretagne, de noord-, west- en zuidwestkust van Spanje, de kust van Portugal, de westkust van Marokko en voor een stukje westkust in het noordwesten van Mauritanië, evenals rond de eilanden van de Azoren, Madeira en de Canarische Eilanden.

## Biogeografie
Het gebied kent zeeleven dat houdt van gematigde temperaturen.

## Mariene ecoregio's
Deze mariene provincie bestaat uit 3 mariene ecoregio's:
- Mariene ecoregio Zuid-Europees Atlantisch Plat (27)
- Mariene ecoregio Saharaanse Opwelling (28)
- Mariene ecoregio Azoren, Canarische Eilanden en Madeira (29)